# بانک زیتون
بانک زیتون (انگلیسی: Banque Zitouna) شرکت خدمات مالی و بانکداری تونسی است، که در سال ۲۰۰۹ توسط محمد صخر الماطری تأسیس شد.